# Konfesjonał

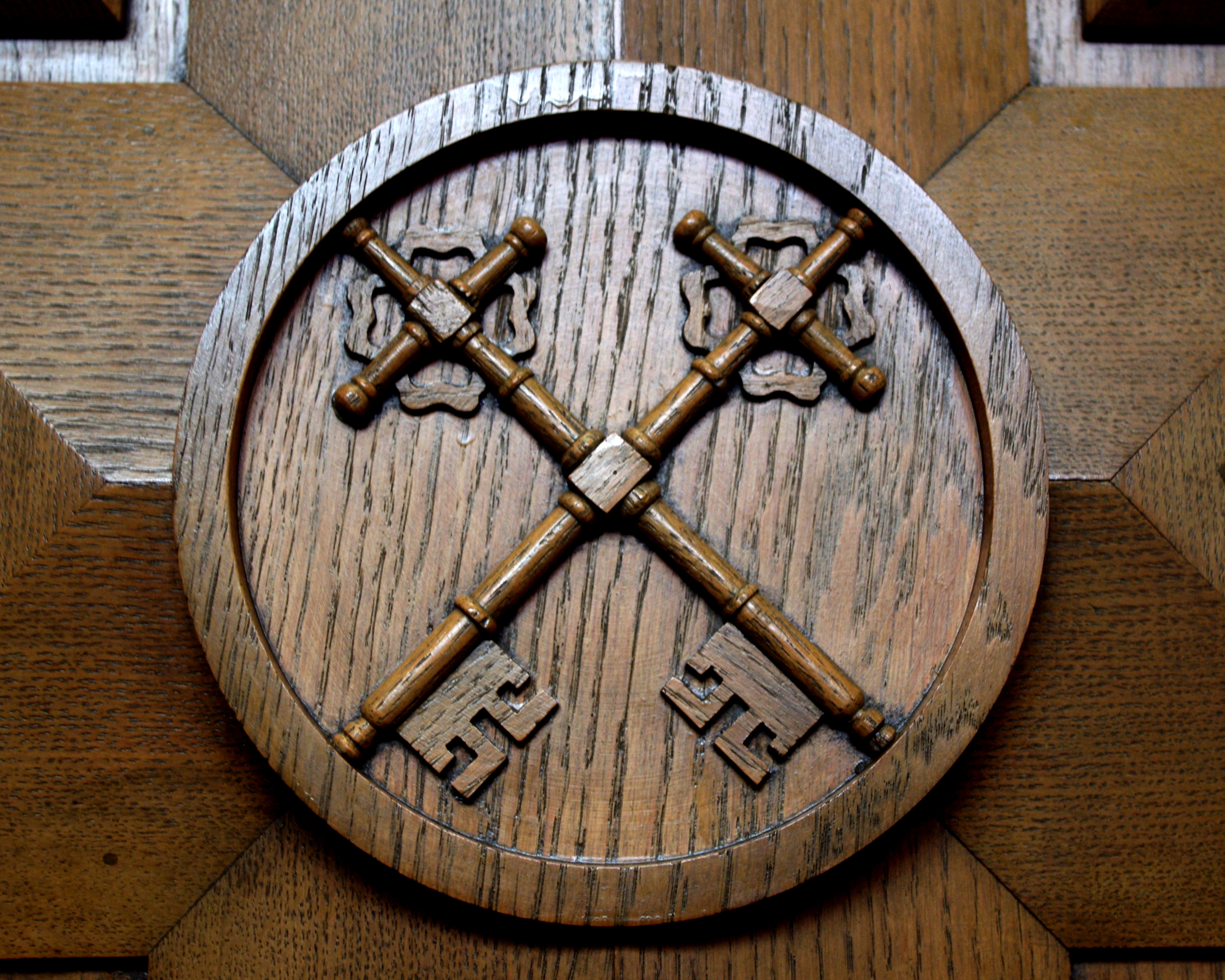
Konfesjonałowe klucze św. Piotra – znak władzy udzielonej Kościołowi przez Jezusa Chrystusa – Columbus, Stany Zjednoczone, kościół św. Katarzyny ze Sieny

Konfesjonał (łac. confessare – wyznawać) – mebel kościelny, który jest miejscem do spowiedzi.

## Historia
Konfesjonał swój początek ma w Soborze Trydenckim. Podczas sesji IX–XIV (w latach 1551–1552) uznano dekrety na temat m.in. sakramentu pokuty. Właśnie w tych dekretach konkretnie określono miejsce sprawowania tego sakramentu – konfesjonał, uporządkowano nauczanie na temat spowiedzi, a także ustalono, że ten sakrament jest powtarzalny. 

## Struktura
Konfesjonał powinien znajdować się w kościele bądź kaplicy, ponieważ to jest właściwe miejsce do spowiedzi. Konfesjonały zazwyczaj są zrobione z drewna, często robione snycerką. Ma formę zabudowanego krzesła (gdzie znajduje się spowiednik), z klęcznikami po bokach (dla penitentów), z okratowanymi otworami w ścianach bocznych i drzwiczkami przeważnie od frontu.